# Liste der Monuments historiques in Bussy-Saint-Georges
Die Liste der Monuments historiques in Bussy-Saint-Georges führt die Monuments historiques in der französischen Gemeinde Bussy-Saint-Georges auf.

## Liste der Bauwerke
| Bezeichnung        | Beschreibung                       | Standort | Kennzeichnung | Schutzstatus | Datum | Bild           |
| ------------------ | ---------------------------------- | -------- | ------------- | ------------ | ----- | -------------- |
| Château du Génitoy | Erbaut im 17./18. Jahrhundert      | (Lage)   | PA77000001    | Inscrit      | 1996  | weitere Bilder |
| Taubenturm         | Erbaut Anfang des 17. Jahrhunderts | (Lage)   | PA00086842    | Inscrit      | 1987  | weitere Bilder |

## Liste der Objekte

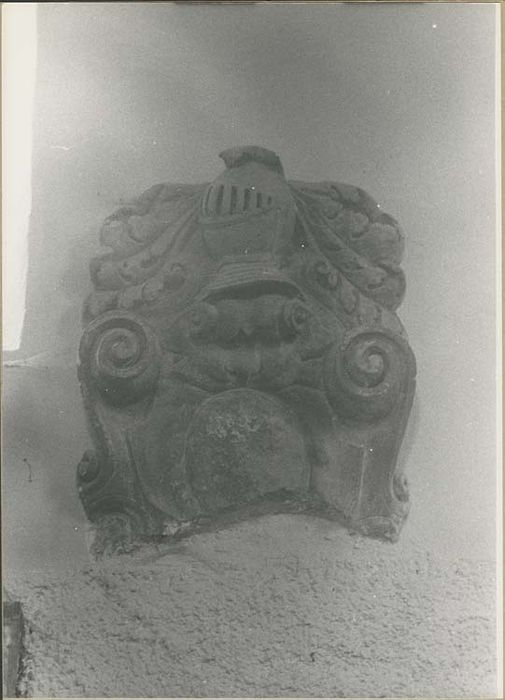
Relief eines Wappens (18. Jahrhundert) in der Kirche St-Georges

- Monuments historiques (Objekte) in Bussy-Saint-Georges in der Base Palissy des französischen Kultusministeriums